# Guillén de Castro
Guillén de Castro y Bellvís (Valencia, 4 de noviembre de 1569 – Madrid, 28 de julio de 1631), en valenciano Guillem de Castro, fue un dramaturgo español, considerado como el más importante de la escuela valenciana de fines del siglo XVI y uno de los más señeros de la comedia nueva lopesca, desarrollada a partir de la irrupción en el teatro de Lope de Vega.
Contando sus comedias publicadas —un total de 26— y las que se le pueden atribuir, se conservan de este autor alrededor de 35 obras dramáticas. Su fama se debe principalmente a su obra Las mocedades del Cid (escrita entre 1605 y 1615), basada en el ciclo de romances cidianos, que fue imitada por Pierre Corneille en Le Cid (1636).

## Escritura de su nombre
Según el historiador Joan Oleza Simó, la forma común de citar su nombre por la historiografía en español es Guillén de Castro, aunque en los documentos de su tiempo (desde su partida de bautismo al testamento) y en la propia edición de sus obras el autor usara preferentemente (pero no exclusivamente) Guillem.

## Biografía
Hijo de Castellana Bellvís, noble valenciana cuyos ancestros decían remontarse al rey Juan I de Aragón y de Francisco de Castro y Palafox, «illustre cavaller», a los veintiún años intervino en una conocida justa poética celebrada durante las bodas de Francisco Palafox, señor de Ariza y Lucrecia de Moncada; tanto estos esponsales como la participación del joven poeta fueron asunto de la comedia El prado de Valencia, de Francisco Agustín Tárrega. 

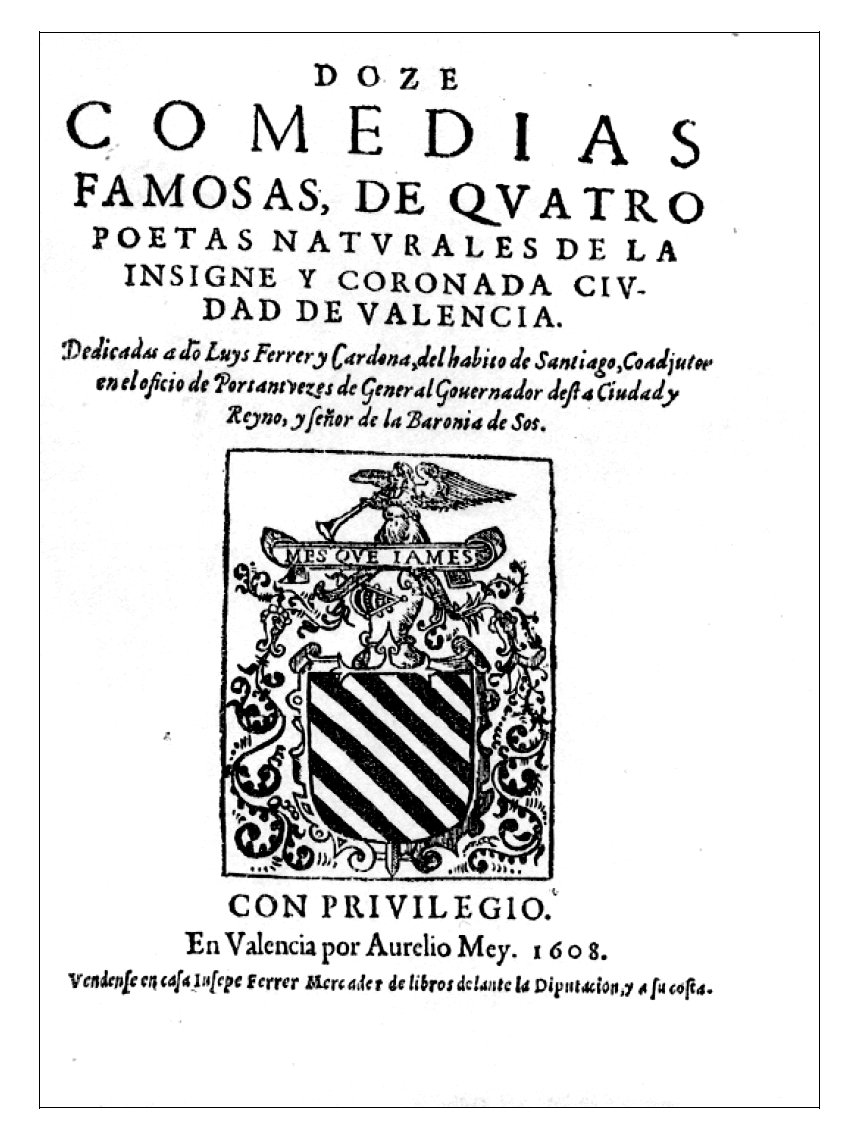
Portada de las Doce comedias famosas de quatro poetas naturales de la insigne y coronada ciudad de Valencia, de 1608, que incluye las dos primeras obras dramáticas publicadas por Guillén de Castro.

No tardó mucho en ingresar en la famosa Academia de los Nocturnos de Valencia con el seudónimo de «Secreto». En este ambiente se inició en el cultivo las letras y la composición de comedias con el mencionado dramaturgo, el canónigo Tárrega, Gaspar Aguilar y Miguel Beneyto, con quienes publica sus dos primeras obras teatrales, El amor constante y El caballero bobo, en una edición conjunta de 1608.
Entre 1593 y 1600 desempeñó desde El Grao el cargo de «capitán de caballería de la costa del reino», al frente de una compañía de caballería cuya misión era la defensa de las costas valencianas de los ataques corsarios. 
Tras un desafortunado matrimonio en 1593 con Helena Fenollar, que acabaría en separación y dejó numerosos testimonios de infelicidad conyugal en sus obras, a fines de 1595 contrajo nupcias con Marquesa Girón de Rebolledo, hija del señor de Andilla, con la que tuvo una hija. Pero la desgracia vino a quebrar la familia, pues en 1597 moría su madre y poco después su esposa y su única hija, Juana. Hasta este año su teatro había seguido la dramaturgia del grupo de autores valencianos formado por Andrés Rey de Artieda y Cristóbal de Virués, entre otros, pero fue entonces cuando debió de conocer a Lope de Vega, que entonces recalaba en Valencia, y la concepción nueva del teatro del «Fénix de los ingenios» le influyó de modo notable. 
Buscando amparo, hacia 1601 entró al servicio de Carlos de Borja, duque de Gandía, como «procurador general». En 1606 se encuentra en Italia sirviendo al virrey de Nápoles, Juan Alonso Pimentel de Herrera, conde de Benavente, y poco después fue nombrado por el virrey gobernador de Scigliano. Regresó hacia 1609 a Valencia, donde contrajo una grave enfermedad que le mantuvo convaleciente durante tres años. En su ciudad natal intentó revitalizar las academias poéticas creando en 1616 la «Academia de los Montañeses del Parnaso». En 1618 se imprime en Valencia la Primera Parte de sus comedias, doce obras que abarcaban dramas desde su primera etapa valenciana de 1593.
A finales de ese año o comienzos del 1619 marchó a probar fortuna en la escena madrileña sirviendo a Juan Téllez-Girón, marqués de Peñafiel, primogénito de don Pedro Girón, duque de Osuna; allí participa en numerosos certámenes poéticos, como los convocados en 1619 por la beatificación y canonización de san Isidro. En este periodo se intensificó notablemente su actividad literaria. Sus obras son representadas por la compañía de Antonio de Prado y obtiene el pleno reconocimiento como poeta dramático, pues recibe los elogios de Lope de Vega, Miguel de Cervantes, Baltasar Gracián y de otros dramaturgos contemporáneos. Su obra Las mocedades del Cid fue valorada ya en estos años como un hito del drama histórico nacional. También triunfó en la comedia, merced al éxito de la mitológica Dido y Eneas, que supuso el encumbramiento de la actriz Ángela Dido, a cuyo papel debió su nombre artístico.
Fue nombrado caballero de Santiago en 1623 aunque, debido a que fue involucrado en 1624 como supuesto instigador de la muerte de un caballerizo del nuncio (asunto del que fue absuelto), no pudo vestir los codiciados hábitos. En 1625 contrajo nuevo matrimonio con Ángela María Salgado, dama de compañía de la esposa de su protector el ya duque de Osuna, una joven más de treinta años menor que él. Extraña un matrimonio tan desigual cuando en sus comedias había satirizado frecuentemente el casamiento entre hombres de edad provecta y jovencitas. Sin embargo Guillén había pasado toda su vida buscando la protección de la nobleza debido a sus frecuentes problemas económicos. La dote de esta jovencita le permitió pasar con desahogo los años que le restaban de vida. En el terreno literario, manda imprimir la Parte Segunda de sus comedias, que fue el último volumen de obras dramáticas que publicó. El resto de su obra atribuida o en colaboración, ha sido recopilada a partir de manuscritos sueltos y ediciones de los representantes de la época. Murió el 28 de julio de 1631 tras testar a favor de su esposa.

## Obra
Compuso gran variedad de obras teatrales. Su drama más célebre es Las mocedades del Cid, que más tarde adaptaría Corneille en El Cid. Escribió una segunda parte de esta obra, Las mocedades del Cid, comedia segunda o Segunda de las hazañas del Cid (como reza el índice de la edición de sus comedias), habitualmente conocida y editada como Las hazañas del Cid. También fue estimado por su creación de caracteres, muestra de ello sería el atildado protagonista de El Narciso en su opinión, que sería refundida después por Agustín Moreto en El lindo don Diego. 
Tres de sus piezas se inspiran en obras de Miguel de Cervantes: El curioso impertinente, tomada de una novela ejemplar inserta en la primera parte del Don Quijote y convertida en una tragedia de tono cómico; La fuerza de la sangre, inspirada en la novela ejemplar del mismo título, y Don Quijote de la Mancha, en la que las dos universales figuras son solo un contrapunto cómico de humor directo de entremés a los amores cruzados de Cardenio, Luscinda, Fernando y Dorotea. 
En el resto de su producción destacan obras caballerescas, tal El nacimiento de Montesinos, dramas históricos entre los que se encuentra El más impropio verdugo, obras de capa y espada, como Los malcasados de Valencia, y las piezas mitológicas Progne y Filomena y Dido y Eneas. Creó tragicomedias en obras como El perfecto caballero y dramas: La justicia en la piedad. Otras obras destacadas son el temprano pero sólido drama épico El conde Alarcos y la impactante tragedia El amor constante, una de sus dos primeras obras.

### Temas
Característico de Guillén de Castro como autor dramático es su predilección por temas propios de la tragedia, habitualmente representada en intrigas que presentan el conflicto de la rebelión contra un rey o estadista tirano, tema insólito dada la jerarquía social del barroco que hacía que la autoridad real emanara de Dios.
De todos modos el tiranicidio llevado a sus últimas consecuencias solo fue mostrado en tono de comedia en Los malcasados de Valencia y en una tragedia pura: El amor constante, una de sus dos primeras obras dramáticas, compuesta entre 1596 y 1599. En esta época el pensamiento humanista del siglo XVI abordaba frecuentemente estos asuntos, como se puede observar en las tragedias de Cristóbal de Virués. Posteriormente, en consonancia con el espíritu de los pensadores políticos del XVII, Guillén de Castro se abstendrá de proponer el regicidio como solución a los problemas de un cuerpo social oprimido. Sin embargo, el tema siguió presente de algún modo en Las mocedades del Cid. Comedia segunda en el tratamiento del personaje de Sancho II de Castilla quien, abusando de sus prerrogativas reales, desobedece el testamento de su padre Fernando I el Magno y es muerto a traición por Vellido Dolfos, a quien la providencia divina infunde valor. Ya no es una decisión humana, sino un castigo del Dios cristiano contra un mal rey.
En el terreno de la comedia Guillén parte sobre todo del desarrollo minucioso de una intriga compleja, de un enredo inteligente, basado en equívocos, malentendidos, y virajes en la peripecia que, no obstante, son solucionados como premio a la virtud de los amantes. Insiste en el planteamiento de los problemas privados en el matrimonio, lo que es poco habitual en el teatro barroco español. Juan Luis Alborg aduce el ejemplo de la doble insatisfacción conyugal de las parejas de Los mal casados de Valencia.
Uno de sus grandes temas es el análisis de la verdadera amistad y la integridad del valor y la virtud, todo ello reflejado en una de sus obras maestras, El curioso impertinente. También destaca (y lo ejemplifica esta obra) el tratamiento de la mujer como personaje fuerte que es capaz de manejar las voluntades de los personajes circundantes y los hilos del propio destino. 
Se observa también un tratamiento crítico de las convenciones de la honra, que se ven con distancia y hasta rechazo. La honra en Guillén de Castro siempre es vista como la permanencia de unas leyes periclitadas que impiden la realización de los deseos legitimados por la ley natural frente a los convencionalismos del código del honor. En este sentido, El curioso impertiente (Alborg, 1967) plantea de facto la licitud de los amores adúlteros (de Camila con Lotario) frente a los del matrimonio con Anselmo; e incluso, con la muerte de este último, se ve restaurado este paradójico orden, reforzado por el perdón que en sus últimas palabras Anselmo, el marido, ofrece al amante por el daño causado.

### Personajes
La mayoría de sus personajes pertenecen a la alta nobleza, y escasean burgueses o labradores, lo cual refleja una intención moralizante en consonancia con los presupuestos didácticos de la tragedia, más ejemplares cuanto más elevada sea la clase social a la que pertenecen los tipos dramáticos que la representan. 

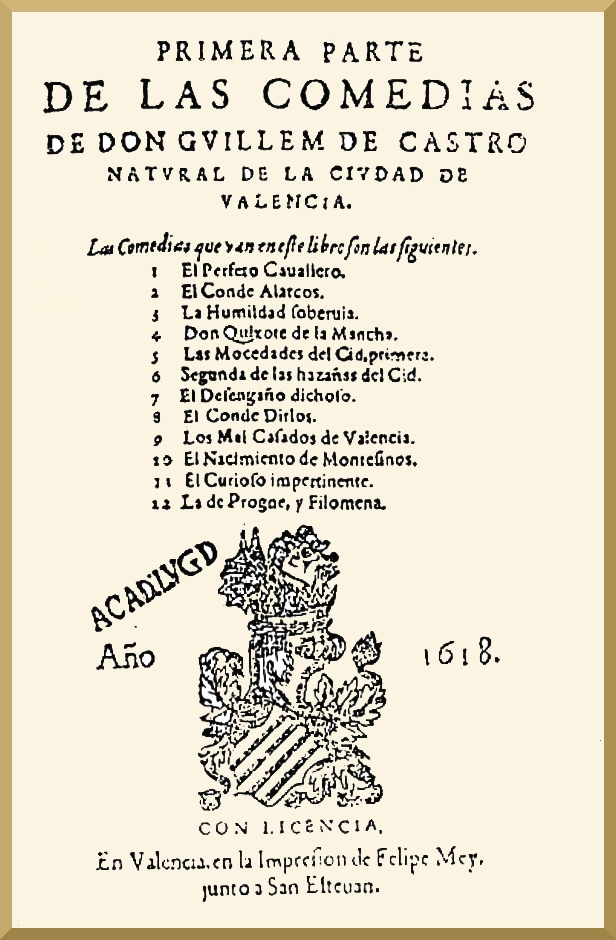
Primera parte de comedias de
Guillén de Castro (Valencia, 1618).

En su obra madura destaca la caracterización psicológica de los personajes femeninos, muchas veces protagonistas, siempre inteligentes y finalmente capaces de conducir su destino, pese a las dificultades con que la condición de la mujer en la estructura de la sociedad barroca lastra sus posibilidades de actuación y decisión. Eduardo Juliá, en sus «Observaciones preliminares» a las obras completas de Guillén de Castro, señala que en su primera etapa (antes de 1600) los personajes masculinos están caracterizados por su fuerza, llegando incluso a extremos de brutalidad; en tanto que las mujeres, que comienzan personificando las cualidades de belleza y la capacidad de amar y ser amadas, acaban siendo ejemplos de virtud, firmeza y valor en su producción tardía.
Es importante también su contribución a la creación de tipos de la comedia, con la temprana aparición de personajes singulares como la «dama donaire» (en Los malcasados de Valencia) o el «lindo» (en El Narciso en su opinión), que es el antecedente del galán «de figurón». No es muy habitual, sin embargo, la presencia del gracioso en sus comedias, relegado a un papel secundario y con pocas facetas.
Recurrente en su teatro es la tipología del rey tirano, bien en obras donde se arrepiente y por tanto se salva (Cuánto se estima el honor, La justicia en la piedad y Progne y Filomena) o en otras en que se produce el regicidio: El amor constante y el caballero perfecto.
También es reseñable la presencia de la figura del caballero que no sabe que lo es, pero actúa como tal y corteja y es cortejado por damas de la nobleza. La revelación final de su verdadera condición social pone en orden lo que hubiera sido subvertir la jerarquía social del periodo barroco. Ejemplos de este tipo tenemos en el Leónido de El amor constante y el Cardenio de Don Quijote de la Mancha.
Una de las diferencias sustanciales con la tipología de los personajes del teatro de Lope de Vega es que en el valenciano padre e hijo no están enfrentados. La voluntad paterna es aceptada y esta obediencia en ocasiones origina un conflicto, al renunciar a su amor, como ocurre en La humildad soberbia, en la que Rodrigo de Villadrando renuncia a su amor por María obedeciendo a su padre y, gracias a ello, podrá recuperarla al final de la obra. 
Abundando en este rasgo, habría que señalar lo que se ha dado en llamar el «pedagogismo» de la comedia guilleniana, cifrado en que en un momento culminante de la intriga el padre pasa a desempeñar el papel de ayo, enseñanza que el hijo deberá aceptar para salir triunfante en su objetivo. La rebeldía contra el padre, como ocurre en la Comedia segunda de Las mocedades del Cid, donde el futuro Sancho II de Castilla se rebela contra su padre y señor, el rey Fernando I, acaba con la caída en desgracia, convertido en un tirano castigado por la mano divina, que infunde valor en Vellido Dolfos para ejecutar el merecido designio de la Divina Providencia. Este sentido didáctico le lleva a seleccionar el momento del aprendizaje del héroe en Las mocedades del Cid descartando llevar a las tablas, por ejemplo, su momento cumbre de la conquista de Valencia. La segunda parte de esta obra servirá para mostrar la mesura adquirida por el héroe castellano, oponiéndolo al «apasionamiento» con el que se gobierna Sancho II.
Consecuencia de esto es que el amor se establece siempre con el consentimiento de la autoridad paterna, a diferencia de Lope, donde lo común es que los amores, no sancionados por los padres, deban conducirse en rebeldía, huyendo de casa y trasgrediendo la debida obediencia filial. En muchas de las obras dramáticas de Guillén de Castro padre e hijo constituyen una unidad armónica durante toda la acción, como sucede en El perfecto caballero, El nacimiento de Montesinos o El amor constante.

### Construcción dramática
La creación dramática de Guillén de Castro se caracteriza por la meticulosa precisión del encadenamiento de causas y efectos de sus tramas, dotando a sus dramas, por lo demás, de una gran solidez en cuanto al contraste de los caracteres. Consigue también demorar el tempo narrativo en las escenas de mayor intensidad emotiva: monólogos reflexivos, romances evocadores o diálogos de amor apasionado suponen remansos en la rápida peripecia de la acción.
Se aprecia asimismo una evolución en la construcción externa de sus obras. De los cuadros iniciales de la comedia humanista del siglo XVI, producto de su representación en salones de la corte, al dinamismo y proliferación de escenas de su etapa de madurez, en la que se amolda a lo establecido por la comedia nueva en los corrales madrileños.
La libertad en cuanto al respeto de las unidades de espacio, tiempo y acción y su adaptación al gusto del público lo va acercando progresivamente, en igual medida, al quehacer de otros dramaturgos contemporáneos más claramente vinculados al magisterio de Lope de Vega, como son Antonio Mira de Amescua o Luis Vélez de Guevara, con los que escribió comedias de autoría compartida. Así sucede con la obra Algunas hazañas de las muchas de don García Hurtado de Mendoza, marqués de Cañete (1622), en colaboración con ocho dramaturgos entre los que destacan Mira de Amescua, Juan Ruiz de Alarcón o Vélez de Guevara, o La manzana de la discordia y robo de Elena escrita con el citado Mira de Amescua. 
Pese a todo ello, Guillén de Castro mantuvo siempre caracteres originales heredados de su formación en la escuela de trágicos valencianos, como la permanente insatisfacción de sus héroes y heroínas y la tendencia a plantear desenlaces que no satisfacen la norma del final feliz, como se puede apreciar en El curioso impertinente (muerte de Anselmo), Los malcasados de Valencia (doble divorcio) o los antes mencionados de muerte del tirano. Relevante en este sentido es la creación de una muy especial tragicomedia, donde el tono amargo convive con el cómico, como se observa en las obras antedichas.

### Clasificación
Inició el análisis de la evolución de la obra dramática Eduardo Juliá (1927) en su edición de las obras completas del valenciano. Este estudioso delimita tres épocas, aunque solo defina con claridad la primera etapa valenciana (hasta 1600 aproximadamente), caracterizada por la influencia predominante de Cristóbal de Virués. Rinaldo Froldi ve una primera etapa claramente distinta del resto de su producción, que abarca hasta la segunda estancia de Lope en Valencia en 1599, y que estaría constituida por un clasicismo renacentista en la tradición teatral de Artieda, Tárrega y Virués.
Ha habido varias propuestas de clasificación de sus obras por géneros. Christiane Faliu-Lacourt, basándose en las fuentes de inspiración, distingue entre: obras enraizadas en la dramaturgia valenciana de Tárrega y Aguilar (La verdad averiguada y engañoso casamiento, Pagar en propia moneda, Engañarse engañando); históricas, que toman su asunto del romancero, (El conde Irlos, El conde Alarcos, Las mocedades del Cid); mitológicas (Dido y Eneas y Progne y Filomena); de carácter costumbrista, producto de sus propias experiencias personales (El pretender con pobreza, Los malcasados de Valencia, El pobre honrado);  dependientes de novelle italianas o cervantinas (El vicio en los extremos, La fuerza de la sangre, El curioso impertinente, Don Quijote de la Mancha); de enredo con telón de fondo histórico (La humildad soberbia, Donde no está su dueño está su duelo, La tragedia por los celos) y, por último, El mejor esposo San José, única de fuente bíblica.
Juan Luis Ramos propone tres grandes grupos: de asunto religioso (que solo comprende una obra, El mejor esposo San José), comedias y dramas. Entre las obras de carácter cómico se distinguirían las novelescas (Don Quijote de la Mancha, La fuerza de la sangre) y las costumbristas (Los malcasados de Valencia, El pretender con pobreza). Entre los dramas encontraríamos dramas del poder (que tratan de la resistencia al tirano: El amor constante, Cuánto se estima el honor, La justicia en la piedad, El perfecto caballero), dramas del deber (Dido y Eneas), y dramas del honor (El desengaño dichoso y Las mocedades del Cid).

### Obras más destacadas

#### El amor constante
Su primera obra dramática, escrita entre 1596 y 1599, está inscrita en la escuela valenciana de la segunda mitad del siglo XVI y posee todas las características de la tragedia de la dramaturgia renacentista. Su marco espacio-temporal es imaginario y su ambiente y personajes palaciegos, por lo que puede adscribirse al género de comedia palatina. La obra plantea una justificación del derecho a rebelarse contra la tiranía. Nísida, protagonista central de esta obra es una de las más admirables heroínas de la tragedia amorosa de todo el teatro de Guillén de Castro.
En El amor constante plantea el tema del tiranicidio y está muy vinculada a la obra trágica de Cristóbal de Virués. Un rey despótico desea ilegítimamente a Nísida, enamorada de Celauro, que no le corresponde. Todo ello lleva al tirano a perpetrar varios crímenes, vengados finalmente por Leónido, hijo secreto de Nísida, ejecutando al rey. La obra sigue de cerca la tragedia de Virués La gran Semíramis y su esquema se reproducirá en la tragicomedia El perfecto caballero.

#### El conde Alarcos
Se trata de una obra escrita entre 1600 y 1602 que toma su asunto del «Romance del conde Alarcos». La obra tiene un ambiente épico y de tragedia, aunque, en línea con la comedia nueva, está moderada por un final feliz. Se aborda el tema de la resistencia ante el poder injusto ejercido por un rey caduco y débil, que a su vez está dominado por una mujer fuerte. La obra supone una crítica del habitual código del honor y se constituye en un ejemplo de educación caballeresca.
A pesar de que es una muestra de la utilización del romancero tradicional en la comedia nacional, todavía están presentes situaciones que eran habituales en la tragedia de la segunda mitad del siglo XVI, como la crueldad de la escena en que la infanta, movida por su pasión enfermiza, ordena que sea servido en un banquete el corazón de un niño a sus propios padres.

#### Los malcasados de Valencia

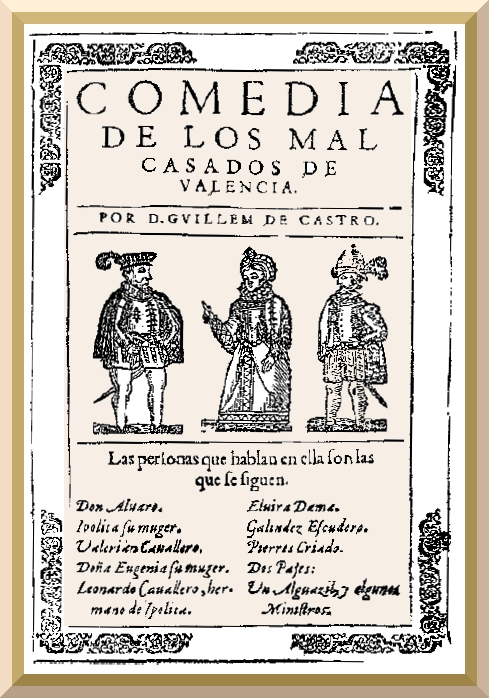
Portada de Los malcasados de Valencia.

Probablemente de datación temprana (entre 1595 y 1604) y escrita en redondillas, es una de las obras capitales de Guillén de Castro y representa la culminación de la comedia urbana de la escuela valenciana, que tiene precedentes en los «mal solteros», personajes de la obra El Prado de Valencia de Francisco Agustín Tárrega. 
Sus personajes no pertenecen a la alta nobleza ni al tipo de caballero heroico que representa el Cid de Las mocedades o el conde Alarcos. Son caballeros y damas de acomodada posición y vida urbana que protagonizan una intriga de relaciones conyugales gobernadas por el engaño y la insatisfacción muy poco frecuente en el teatro barroco español.  
Caracterizada como una muy bien construida comedia de enredo, aparecen singulares personajes: el gracioso necio francés, que recuerda la técnica de las farsas de Lope de Rueda, el viejo verde, la dama fogosa, el marido afeminado cobarde, el donjuán y, por encima de todos ellos, destaca el tipo representado por Elvira, precedente de la «dama donaire», que, disfrazada de hermoso galán, consigue con ingenio y valor reconducir una situación desfavorable.
Destaca el desenlace, con un doble divorcio, contrario al típico final feliz de la comedia del Siglo de Oro. El conflicto se teje en torno a dos parejas casadas que no se aman. La fuerza cómica que provocan los equívocos no está exenta de una verdad amarga, la frustración de la vida conyugal. Destaca la atrevidísima escena erótica en la que don Álvaro y doña Elvira en figura de galán se aman ante unos curiosos Galíndez e Hipólita que, escondidos y asombrados, contemplan la escena como una relación homosexual.

#### El curioso impertinente
Escrita hacia 1606, poco después de publicarse la primera parte del Quijote de 1605, es una de las cimas de la dramaturgia guilleniana. Toma su asunto de El curioso impertinente de Cervantes, novela intercalada en la primera parte de la máxima narración cervantina. Pero Guillén de Castro amplía los antecedentes, la intriga se hace más compleja y matiza la caracterización psicológica de los personajes con gran penetración, construyendo verosímiles situaciones dramáticas. Además de ello, modifica el desenlace para hacer honor a la justicia poética, que exigía que los sacrificios en pro de la amistad de Lotario sean pagados con la única muerte de Anselmo y la consecución por fin de Camila, la mujer amada, que previamente había sacrificado Lotario al capricho de su amigo.

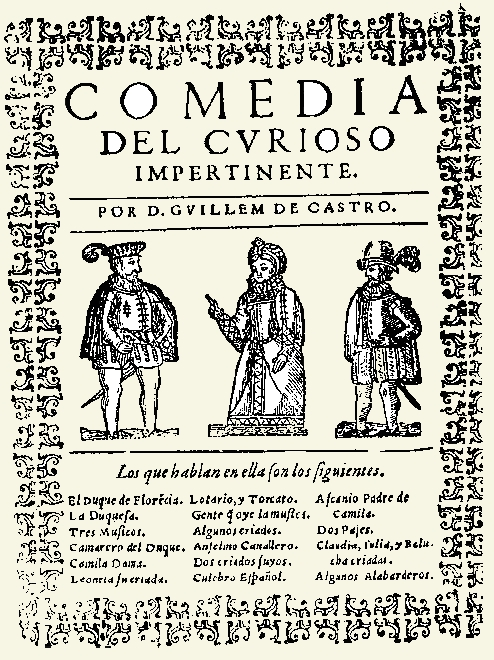
Portada de El curioso impertinente.

La obra comienza con una especie de loa integrada en la comedia, que proclama la superioridad de la comedia lopesca y su difusión por Italia (la obra pudo ser escrita en su estancia en Nápoles), que había sido, con la Comedia del arte, la cuna del teatro moderno, pero todavía apegada a la tradición medieval.
Algunas de las diferencias con la novelita de Cervantes radican en que en el alcalaíno la impertinente curiosidad o prueba de Anselmo acaba provocando una perversión de los valores, en principio considerados como firmes, tanto de Lotario, su amigo "perfecto" como de su esposa Camila, que tras la caída, generan mentira, fingimiento y por fin, una tragedia en cadena en la que mueren los tres protagonistas. Desdichado final ejemplar para advertencia de que no se debe jugar con fuego.
Del mismo modo, la plena catarsis del desenlace de Cervantes se convierte en Guillén de Castro en un final de tragicomedia. Muere Anselmo, paga con ello la alteración del orden de los afectos naturales entre Lotario y Camila que ha generado y rinde por fin tributo a todo lo que Lotario le había generosamente dado, a su amor en primer lugar. A su vez, Lotario y Camila se unen en feliz matrimonio, como convenía a los cauces de la ya triunfante comedia nueva lopesca.
En la comedia de Guillén de Castro la dama, Camila, y Lotario (con respecto a Cervantes se trueca el antropónimo de los protagonistas masculinos) se aman, cuando llega Anselmo de un viaje y cae presa de los encantos y virtud de Camila. Lotario, que ha sido criado en casa de Anselmo y debe su inserción social a este, le cede a Camila en matrimonio. La impertinente prueba de Anselmo pondrá a prueba la firmeza de su esposa que, a diferencia de la Camila cervantina, «atrevida y amoral» en palabras de Christiane Faliu-Lacourt, es virtuosa y maneja las riendas del destino, consiguiendo lo que se propone sin renunciar a la virtud extrema de la que desde el inicio de la comedia hace gala. Como dice Faliu-Lacourt, «Desaparece Anselmo, causa de todos los males, y aun él, consciente de sus faltas, recibe la muerte como un bien.» 
Los temas tratados son la supremacía entre el amor y la amistad, las nefastas convenciones del honor y el abuso del poder, tanto privado como público, en la figura del despótico y mujeriego Duque de Florencia. El desenlace trágico no impide que el tono sea de comedia. Y así, se postula la creación de una tragicomedia nueva, de lo que da ejemplo el final, mezcla de tragedia (por la muerte de Anselmo a manos de Lotario) y comedia (porque esa muerte permite que el amor de Lotario y Camila se restablezca y porque Culebro, el cómico, comenta en tono de farsa ridícula esta muerte); esta tragicomedia ciudadana contiene ingredientes de comedia de capa y espada, de observación de costumbres contemporáneas y, en fin, supone una barroca mixtura de géneros.

#### Don Quijote de la Mancha

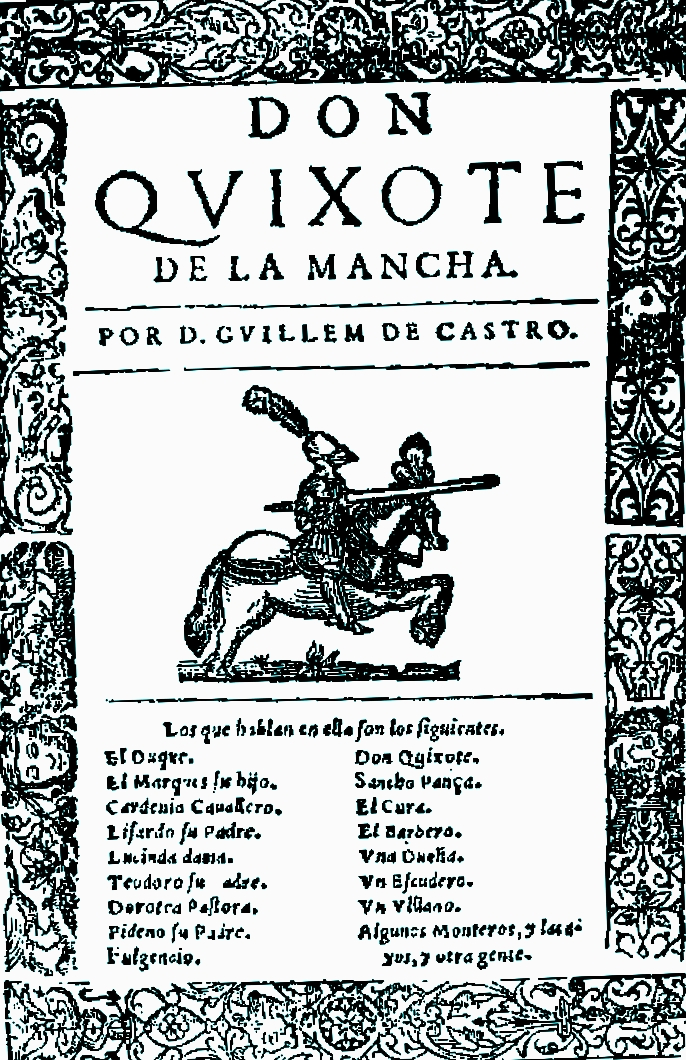
Portada de la comedia Don Quijote de la Mancha, de Guillén de Castro.

La datación es similar a la del Curioso impertinente (aunque esta adaptación no tiene la calidad de la comedia mencionada) y el asunto se toma, no del hilo principal del Quijote, sino de los enredos de novela ejemplar que protagonizan Cardenio, Luscinda, Fernando y Dorotea, tomados de los capítulos XXIII a XXX y XXXVI de la primera parte de la obra cumbre de Cervantes. En esta versión Don Quijote y Sancho son meros contrapuntos cómicos, que, como personajes de farsa ridícula o paso de Lope de Rueda, protagonizan excursos en la trama principal en forma de «entremés a palos».
El conflicto se plantea a partir del amor entre personajes de condición social desigual y de la comedia de equívocos y anagnórisis de la parentela, es decir la «fuerza de la sangre». Se relaciona esta obra con la comedia palatina de Lope y se sitúa en un marco espacial idealizado y no en La Mancha de Cervantes.

#### El perfecto caballero
Se trata de una tragicomedia escrita entre 1610 y 1615 de perfecta estructura que muestra los motivos recurrentes de la comedia barroca: el honor, la lealtad al monarca y la nobleza ejemplar del caballero perfecto, don Miguel Centellas. A su alrededor cuatro personajes son gobernados por su invencible pasión: el rey ama a Diana pero es rechazado. La reina ama a Ludovico (hermano de Diana) y es correspondida, pero esta, consciente de su deber conyugal y obligada por su sentido de la honra, se resiste a dejarse llevar por el amor. 
La intriga, compleja, va aproximándose hacia la catástrofe al modo en que lo hacía Cristóbal de Virués en sus tragedias tardorrenacentistas, lo que demuestra que Guillén de Castro tenía un estilo profundamente arraigado antes de adoptar los modos lopescos y sigue manteniendo su originalidad creativa basada en sus inicios en la escuela valenciana ya en plena segunda década del siglo XVII.

#### El Narciso en su opinión
Escrita entre 1612 y 1615, esta obra ha sido considerada el precedente de la «comedia de figurón», desarrollada plenamente en la segunda generación de dramaturgos barrocos, en obras como El lindo don Diego (1662), de Agustín Moreto.
Pedro, padre de Brianda, quiere casarla con uno de sus dos primos, pero ella no siente amor por ninguno de ellos. Para hacer frente al problema disfraza a su criada de dama para escapar de Gutierre, uno de los primos, con lo que se enamora de esa dama. Así comienza una comedia de enredo, de mecanismo argumental complejo pero riguroso, en una de las mejores comedias puras que ha dado la producción dramática del valenciano, calificada como vanguardista por Domingo Carvajal.

#### Las mocedades del Cid
Compuesta entre 1605 y 1615 y de carácter histórico-legendario, está inspirada en el ciclo de romances sobre el Cid y ha sido considerada tradicionalmente por la crítica como la obra cumbre de Guillén de Castro. La intriga desciende de una cadena que conecta la épica tardía de las Mocedades de Rodrigo y las crónicas alfonsíes con el romancero y de ahí se refunde en la tradición dramática de utilizar las leyendas históricas para crear un teatro nacional, labor que debemos tanto a Lope de Vega como a Guillén de Castro.

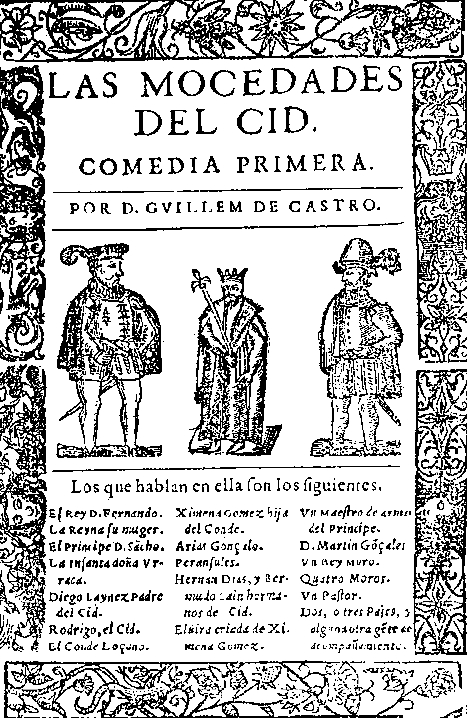
Portada de una edición suelta de Las mocedades del Cid del.

Esta obra gozó de difusión universal gracias a la versión que de ella hizo Pierre Corneille en Le Cid en 1636. Corneille reproduce la trama sin apenas cambios, plagiando versos enteros del autor español. La tragedia francesa ha sido el punto de partida de posteriores recreaciones literarias y fílmicas.
Rodrigo, admirado por la infanta Urraca y doña Jimena, es armado caballero con todos los honores por el rey Fernando I de Castilla. Poco después, el ya anciano padre de Rodrigo sufre una afrenta deshonrosa (una bofetada) por parte del arrogante conde Lozano, padre de Jimena. El Cid, conociendo el suceso, venga la honra de su padre matando al conde Lozano, con lo que arruina la posible unión con Jimena, pese a que ambos se saben enamorados. Rodrigo ruega a Jimena que le quite la vida y lave su culpa, pero la joven es incapaz de hacerlo. Rodrigo parte a buscar fortuna y gana numerosas batallas, siendo reconocido por los moros como su señor. Por fin, tras varias peripecias, El Cid y Jimena consiguen unirse en matrimonio.
Tradicionalmente la crítica ha postulado dos interpretaciones de la obra. La primera postura, heredada de la crítica francesa y la del romanticismo, considera que el núcleo estructurador es la pasión amorosa entre Rodrigo y Jimena y el conflicto con el honor que impide que este amor se realice. La segunda, más habitual entre la crítica española reciente está representada por Ruiz Ramón, para quien el eje central es el realce del Cid como héroe ejemplar y no el conflicto amor-honra entre este y Jimena. 
En Las mocedades del Cid de Guillén de Castro el triángulo amoroso en el que Jimena y Urraca compiten por el amor de Rodrigo (tema central en Corneille) queda muy pronto difuminado ante la renuncia de Urraca a luchar por el amor del Cid. En Guillén el tema central es la gestación del héroe castellano, que es exaltado desde el principio por el rey y la corte y posteriormente supera todas las pruebas a las que se ve abocado con honor y virtud. La entereza del héroe (y también de Jimena) y la nobleza de sus valores y actos es lo que destaca por encima de todo, pues el Cid es buen hijo, buen vasallo, excelente guerrero y perfecto cristiano.
También se realza la autoridad del monarca Fernando I, ya maduro y experto, y el nacimiento y consolidación del destino de Castilla. El rey debe sofocar disturbios entre la nobleza, luchar contra Aragón y los reyes moros y solventar las rencillas internas entre los herederos García, Alfonso, Sancho, Urraca y Elvira, conflictos que serán tratados en la Segunda parte de las mocedades del Cid y que, en vida de Fernando, en la Comedia primera, aparecen larvados.
Jimena, por su parte, es un gran carácter. No pudiendo amar al matador de su padre, sin embargo, le reconoce que había actuado como pedía el desagravio de su honor y no puede actuar contra él, enamorada como está, pese a su valor. La obra explicita que si Rodrigo hubiera evitado vengar la humillación recibida por su padre, también habría perdido la estimación y el amor de Jimena.
La obra contiene abundantes pasajes de gran vigor poético y emocionado lirismo, como se puede apreciar en el monólogo de Rodrigo en que, tras conocer la afrenta sufrida por su padre, se dispone a reparar la ofensa, consciente de la desgracia que en los amores de Jimena tal acto puede ocasionar:

Suspenso, de afligido,
estoy, Fortuna, ¿es cierto lo que veo?
¡Tan en mi daño ha sido
tu mudanza, que es tuya y no la creo!
¿Posible pudo ser que permitiese
tu inclemencia que fuese
mi padre el ofendido, ¡extraña pena!
y el ofensor... el padre de Jimena?
¿Qué haré, suerte atrevida,
si él es el alma que me dio la vida?
¿Qué haré (¡terrible calma!)
si ella es la vida que me tiene el alma?
Mezclar quisiera, en confianza tuya,
mi sangre con la suya,
¿y he de verter su sangre? ¡brava pena!
¿yo he de matar al padre de Jimena?

Mas ya ofende esta duda
al santo honor que mi opinión sustenta;
razón es que sacuda
de amor el yugo, y la cerviz exenta,
acuda a lo que soy; que habiendo sido
mi padre el ofendido,
poco importa que fuese ¡amarga pena!
el ofensor el padre de Jimena.
[...]
Todo es poco, todo es nada
en descuento de un agravio,
el primero que se ha hecho
a la sangre de Laín Calvo.
Las mocedades del Cid, vv. 518-541 y 554-557
ed. de Stefano Arata, Barcelona, Crítica, 1996.

Se unen en Las mocedades del Cid los temas de honor y deber, de amor y razón de estado, en una visión sobre todo exaltadora de las cualidades del héroe, que se manifiestan en un conjunto de actitudes ejemplares para con su rey, su padre, su deber y su amada. Corneille, en cambio, hace hincapié en la intriga amorosa y ve al Cid sobre todo como un galán. La obra ha sido representada con frecuencia en todas las épocas y es la principal responsable de la fama perdurable de Guillén de Castro.
Las mocedades del Cid tiene una continuación titulada frecuentemente Las hazañas del Cid a partir del título Segunda de las hazañas del Cid con que aparece en el índice de su Primera parte de las comedias de don Guillem de Castro (Valencia, Felipe Mey, 1918). Sin embargo Sturgis E. Leavitt opina que debido a que en esta obra el protagonismo recae en Sancho II y Urraca, perdiéndolo Rodrigo, el título no sería adecuado. Esta segunda parte retoma tramas iniciadas en la primera parte de las Mocedades del Cid, como la rivalidad entre los hermanos Urraca y Sancho II y lo narrado en el ciclo legendario del cerco de Zamora, con la muerte a traición de este rey a manos de Vellido Dolfos.

### Obra menor
La mayor parte de su obra no dramática se encuentra en las actas de la Academia de los Nocturnos. Allí figuran poemas de circunstancias y composiciones en prosa: un «Discurso alabando el secreto de amor», dos «Disquisiciones contra la confianza» y un tratado titulado «Discurso [de] cómo ha de granjear un galán a una dama».
En cuanto a su obra poética, también se puede localizar en publicaciones dispersas en los prólogos de ediciones de su tiempo, en las compilaciones de las justas poéticas en las que intervino y en el Cancionero de Matías (duque de Estrada), que se encuentra en Nápoles.

### Obras dramáticas
Comedias publicadas
- El amor constante (1596-99)
- El caballero bobo (1595-1604, prob. a. de 1599)
- Dido y Eneas (a. de 1599)
- El desengaño dichoso (h. 1599)
- El nacimiento de Montesinos (1595-1602, prob. h. 1599)
- El conde Alarcos (h. 1600-1602)
- Los malcasados de Valencia (a. de 1608, 1595?-1604?)
- La humildad soberbia (a. de 1605, 1595?-1605?)
- El curioso impertinente (h. 1606)
- Don Quijote de la Mancha (h. 1606)
- El Conde de Irlos (1605-1608)
- Progne y Filomena (1608?-1612?)
- La verdad averiguada y engañoso casamiento (1608?-1612?)
- La fuerza de la sangre (1613-1614)
- El perfecto caballero (1610?-1615?)
- El Narciso en su opinión (1612?-1615?)
- Las mocedades del Cid. Comedia primera (1605-1615)
- Las mocedades del Cid. Comedia segunda (1605-1615), conocida como Las hazañas del Cid
- La fuerza de la costumbre (1610?-20?)
- Los enemigos hermanos (1615?-1620?)
- La justicia en la piedad (1615?-1620?)
- El mejor esposo San José (1617-1620?)
- El vicio en los extremos (1623)
- Cuánto se estima el honor (1622?-24)
- Engañarse engañando (1622?-1624)
- El pretender con pobreza (1622?-1624)

Comedias de segura atribución
- La tragedia por los celos (1622)[24]

Entremés
- Entremés famoso de Cornelio[25]

Loa
- Loa famosa de Don Guillén de Castro. Hízola para la compañía de Arias en Sevilla[26]

Comedias atribuidas
- Allá van leyes do quieren reyes[27]
- Donde no está su dueño está su duelo
- El ayo de su hijo
- El cerco de Tremecén
- El más impropio verdugo
- El nieto de su padre
- El pobre honrado
- El prodigio de los montes, y mártir del Cielo, Santa Bárbara
- El renegado arrepentido
- Ingratitud por amor
- Las canas en el papel y dudoso en la venganza
- Las maravillas de Babilonia
- Pagar en propia moneda
- Quien malas mañas ha, tarde o nunca las perderá
- Quien no se aventura no ha ventura

Comedias escritas en colaboración
- Algunas hazañas de las muchas de don García Hurtado de Mendoza, marqués de Cañete (1622) (Escrita en colaboración con ocho dramaturgos, entre los que destacan Mira de Amescua, Ruiz de Alarcón o Vélez de Guevara. A Guillén de Castro pertenece la autoría de la escena final del acto tercero.)
- La manzana de la discordia y robo de Elena (en colaboración con Mira de Amescua)

## Ediciones

### Ediciones antiguas
- El amor constante y El caballero bobo, en Doce comedias famosas de cuatro poetas naturales de la insigne y coronada ciudad de Valencia, Valencia, Aurelio Mey, 1608.
- Primera Parte de las comedias de don Guillén de Castro natural de la ciudad de Valencia, Valencia, Felipe Mey, 1618.[28]
- Parte Segunda de las comedias de Don Guillén de Castro, Valencia, Miguel Sorolla, 1625.

#### Descripción bibliográfica analítica de las ediciones príncipes
- DOZE / COMEDIAS / FAMOSAS, DE QVATRO / POETAS NATVRALES DE LA / INSIGNE Y CORONADA CIV- / DAD DE VALENCIA./ [Escudo] / En Valencia por Aurelio Mey. 1608.

- PRIMERA PARTE / DE LAS COMEDIAS / DE DON GVILLEM DE CASTRO / NATVRAL DE LA CIVDAD DE VALENCIA. / Las Comedias que van en este libro son las siguientes. / 1. El Perfecto Cauallero. / 2. El Conde Alarcos. / 3. La Humildad soberuia. / 4. Don Quixote de la Mancha. / 5. Las Mocedades del Cid, primera. / 6. Segunda de las hazañas del Cid. / 7. El Desengaño dichoso. / 8. El Conde Dirlos. / 9. Los Mal Casados de Valencia. / 10. El Nacimiento de Montesinos. / 11. El Curioso impertinente. / 12. La de Progne, y Filomena. / Año [escudo] 1618. / CON LICENCIA, / En Valencia, en la Inpresión de Felipe Mey, / junto a San Esteuan.

- Segvnda Parte / de las Comedias / de don Gvillem de Castro / Dirigidas a Doña Ana / Maria Figuerola y de Castro. / El titulo de las Comedias se vera en la / segunda hoja. / Año [viñeta] 1625. / Con licencia, / En Valencia, Por Miguel Sorolla, junto a la Vniversidad. / Vendense en la misma Emprenta. Contenido del volumen: 1. Engañarse engañando; 2. El mejor Esposo; 3 Los enemigos hermanos; 4. Quanto se estima el honor; 5. El Narciso en su opinion; 6. La verdad averiguada y engañoso casamiento; 7. La justicia en la piedad; 8. El pretender con pobreza; 9. La fuerça de la costumbre; 10. El vicio en los extremos; 11. La fuerça de la sangre; 12. Dido y Eneas.

### Ediciones modernas

#### Obras completas
- Comedias de Don Guillén de Castro y Bellvís, 3 vols., ed. Cayetano Alberto de la Barrera, Tomo I, Madrid, 1861. (Comprende las comedias: El nacimiento de Montesinos, El conde Alarcos, El conde de Irlos, El amor constante, El perfecto caballero, Las Maravillas de Babilonia, El nieto de su padre, El pretender con pobreza, Engañarse engañando, La piedad en la justicia, El prodigio de los montes, y Las Mocedades del Cid I y II.)
- Obras de Don Guillén de Castro y Bellvís, ed. Eduardo Juliá Martínez, Madrid, Real Academia Española-Imprenta de la Revista de Archivos, Bibliotecas y Museos, 1925-1927, (Biblioteca Selecta de Clásicos españoles, primera serie). La edición compila 42 comedias, contando con las de probable atribución.
- Obras completas. Vol. I, ed. Joan Oleza, Madrid, «Fundación J. A. Castro» - Akal, 1997.
- Primera Parte de las comedias de Don Guillén de Castro, ed. Carmen Simón Palmer, Madrid, Chadwyck-Healey, 1998 (CD-Rom Teatro Español del Siglo de Oro)].
- Segunda Parte de las comedias de Guillén de Castro, ed. Carmen Simón Palmer, Madrid, Chadwyck-Healey, 1997 (CD-Rom Teatro Español del Siglo de Oro).

#### Sueltas
- Don Quijote de la Mancha , ed. crítica y estudio introductorio de Luciano García Lorenzo, Madrid, Anaya, 1971.
- El curioso impertinente, ed. Christiane Faliu-Lacourt y M.ª Luisa Lobato, Kassel-Valencia, Reichenberger-Generalidad Valenciana, 1991, (Colección Teatro del Siglo de Oro. Ediciones críticas, 31).
- El Narciso en su opinión, ed. A. V. Ebersole, Madrid, Taurus, 1968, (Colección Temas de España, 73).
- Première partie de mocedades del Cid, de Guillén de Castro, ed. Ernest Mérimée, E. Privat, Toulouse, 1890.
- Las mocedades del Cid (dos comedias, Comedia primera y Comedia segunda), ed. Víctor Said Armesto, Madrid, Espasa Calpe, (Clásicos Castellanos, 15), 1962. 1.ª ed. en «La lectura», 1913.
- Las mocedades del Cid, edición, estudio y notas por E. Juliá Martínez, Zaragoza, Ebro, 1940 (Biblioteca Clásica Ebro, 16). [reimp. 1942, 1960, 1965, 1970 y 1982].
- Las mocedades del Cid, ed. de Luciano García Lorenzo, Madrid, Cátedra, 1978 (reimpreso varias veces).
- Las mocedades del Cid. Comedia primera, ed., pról. y notas de Stefano Arata, estudio preliminar de Aurora Egido, Barcelona, Crítica, 1996 (Biblioteca Clásica, 59). ISBN 84-7423-767-X
- [Las mocedades del Cid (comedia segunda)] pub. con el título de Las hazañas del Cid, ed. de John G. Weiger, Barcelona, Puvill-Editor, 1981, (Biblioteca Universitaria Puvill; II. Ensayos, 5).
- Los mal casados de Valencia, ed. crítica y estudio introductorio de Luciano García Lorenzo, Madrid, Castalia, 1976, (Clásicos Castalia, 76).

##### Registros grabados
- [Las mocedades del Cid], adaptación, dirección y realización de Juan Guerrero Zamora, Madrid, Dial Discos, D.L., 1981, (Colección Teatro Clásico Español). [Grabación sonora, 2 cassettes: estéreo. Es una coproducción de Radio Nacional de España y el Ministerio de Cultura, Secretaría General. Técnica Sonido Dolby].

#### Obra no dramática
- «Discurso alabando el secreto de amor», en J.L. Canet, E. Rodríguez y J.L. Sirera (eds.), Actas de la Academia de los Nocturnos de Valencia, Valencia, Institució Alfons el Magnànim, 1994, (Colección Arxius i Documents). vol. III: Sesiones 33-48, pp. 292-297.
- «Discurso como a de grangear un galán a una dama», en E. Juliá Martínez (ed.), Obras de Don Guillén de Castro y Bellvís, Madrid, Real Academia Española, Tipografía de la Revista de Archivos, Bibliotecas y Museos, vol. III, 1927, pp. 582-589.
- «Redondillas a un galán con las quatro esses», en J.L. Canet, op. cit., vol. III: Sesiones 33-48,, pp. 287-289.